# Etantiolo
L'etantiolo è un composto organico con formula CH3CH2SH. Consiste in un gruppo etilico, CH3CH2, legato a un gruppo tiolo (o mercaptano), -SH. Il composto ha struttura simile all'etanolo da cui differisce per la sostituzione dell'O con lo S. Questo cambiamento comporta l'introduzione di diverse proprietà, la più sgradevole è quella correlata al cattivo odore tipico dei composti mercaptanici.
L'etantiolo è anche più volatile dell'etanolo a causa della diminuita capacità di creare legami idrogeno.
L'etantiolo è nocivo. Si ricava in natura come componente minore del petrolio, e può venire aggiunto ai gas di petrolio liquefatti (GPL) o al metano per l'odorizzazione, per fornire grazie al suo cattivo odore un elemento di avviso in caso di fughe di gas. In queste concentrazioni, l'etantiolo non è dannoso.